# Har Shefi
Har Shefi (hebreiska: הר שפי) är ett berg i Israel.   Det ligger i distriktet Jerusalem, i den centrala delen av landet. Toppen på Har Shefi är 685 meter över havet.
Terrängen runt Har Shefi är huvudsakligen kuperad. Runt Har Shefi är det tätbefolkat, med 913 invånare per kvadratkilometer. Närmaste större samhälle är Jerusalem, 15,2 km öster om Har Shefi. Omgivningarna runt Har Shefi är i huvudsak ett öppet busklandskap.